# Truckline Cafe
 (octobre 2014).
Truckline Cafe est une pièce de Broadway écrite en 1946 par Maxwell Anderson, dirigée par Harold Clurman (en) et produite par Elia Kazan (décors de Boris Aronson), avec Marlon Brando et Karl Malden. La pièce ne resta que quelques mois à l'affiche, avec seulement 13 représentations.